# Ли Харви Освалд (ТВ филм)
„Ли Харви Освалд” је југословенски ТВ филм из 1970. године који је режирао Арсеније Јовановић.

## Улоге
| Глумац               | Улога |
| -------------------- | ----- |
| Петар Банићевић      |       |
| Рахела Ферари        |       |
| Михајло Костић Пљака |       |
| Неда Спасојевић      |       |